# Twoh
Twoh – singel promujący wspólny album niemieckich raperów z wytwórni Tony D i B-Tight.
Do utworu został nakręcony niskobudżetowy klip.